# Ebanga (Okola)
Pour les articles homonymes, voir Ebanga.
Ebanga est un village de la région du Centre du Cameroun. Il est localisé dans l'arrondissement (commune) d'Okola. On y accède par la piste rurale qui lie Okola à Mva'a, Ndangueng et à Tala.

## Population et société
En 1965, la population de Ebanga était de 753 habitants. Ebanga comptait 919 habitants lors du dernier recensement de 2005. La population est constituée pour l’essentiel du peuple Eton.

## Personnalités liées
- Marie-Louise Eteki-Otabela (née à Ebanga en 1947) , écrivaine camerounaise.